# Плещеев, Андрей Львович
Андре́й Льво́вич Плеще́ев — стольник, голова и воевода во времена правления Михаила Фёдоровича и Алексея Михайловича.

## Биография
В 1625 году был одним из 50-и стольников, ставивших перед государем кушанья в Грановитой палате, при приёме кизильбашского посла.
В 1613 году царём Михаилом Фёдоровичем ему пожаловано:
…на однорядку два аршина сукна светло-багрового лундышю, по рублю по два алтына с деньгою за аршин, да на штаны аршин сукна, багрецу червчатово, по рублю по шти алтын по четыре деньги за аршин.
В 1632—1640 годах стоял у государева стола вместо своего отца Льва Афанасьевича, когда тот болел или смотрел в "кривой стол". В 1635 году, во время обеда в Грановитой палате литовских послов, а затем кизильбашского посла, был одним из стольников. В 1637 году полковой воевода в Мценске «для береженья от крымских и ногайских людей». В 1638 году был одним из голов у московских дворян, при встрече крымского посла.
10 января и 25 марта 1639 года, когда скончались царевичи Иван и Василий Михайловичи, он участвовал в перенесении их останков из царских хором в Архангельский собор, а затем по два раза дневал и ночевал при гробе того и другого.
В 1640 году воевода в Яранске. В 1641 году, при царе Алексее Михайловиче, назначен в Белгород, состоять в Большом полку «в третьих», но, вследствие его челобитья, это назначение было изменено и он состоял в Передовом полку «в других».
В Разрядной книге, осенью 1646 года, «по-прежнему» второй воеводой в Карпове, при нём ставили город, валили вал, копали ров и делали различные городовые и острожные, и земляные крепости. Воевода на Яблоновом и в Курске, откуда и отпущен в 1647 году. Весной этого года, во время походов царя Алексея Михайловича в село Покровское и на богомолье в подмосковный Николо-Угрешский монастырь, дневал и ночевал в Москве на государевом дворе
27 августа 1649 года, когда литовские послы шли в Грановитую палату для представления царю, и десять дней спустя, при отпуске послов, Плещеев встречал их в первой, меньшей встрече в Сенных дверях. В 1649 году местничал с князем Василием Борисовичем Хилковым.
В 1650 году, при приёме шведского и датского посланников и при отпуске кизильбашского посла, он был опять в меньшей встрече. В 1650 году вновь воевода в Мценске. В 1651 году сопровождал царя в Покровское, в следующем году — воевода в Одоеве. Назначение его в товарищи к Астраханскому воеводе князю Ивану Петровичу Пронскому не состоялось, вследствие челобитья князя Пронского, что Плещеев ему «недруг и с ним у его государева дела быть нельзя».
В 1653—1655 годах во время воеводства в Тереке, должен был оберегать город от прихода воинских людей, для чего с ним посланы, кроме русских солдат, и «солдатцкого строю немецкие полковники и урядники». Близость восточной границы налагала на него и другие обязанности, ему пришлось принимать меры, чтобы бежавшие из-под Астрахани ногайские мурзы с улусными людьми не перешли за Терек к кумыкам, и послать в Дербент и в Шемаху сухопутным и водным путём терских служилых людей разузнавать относительно выезда из Персии посла Лобанова-Ростовского со спутниками и целовальников с царскими товарами.
Местничал с князем Д. Е. Мышецким, с князьями А. И., П. А. и В. Б. Хилковыми, с В. Б. Шереметевым и другими Шереметевыми.

## Семья
Женат дважды:
1. Аграфена Ивановна урождённая Пушкиной — дочь воеводы И. И. Пушкина[2].
2. Евдокия Степановна урождённая Волынская — в 1645 году братом Артемием Степановичем ей дано приданое[3].